# Paszyno (rejon diemidowski)
Paszyno (ros. Пашино) – wieś (ros. деревня, trb. dieriewnia) w zachodniej Rosji, w osiedlu wiejskim Titowszczinskoje rejonu diemidowskiego w obwodzie smoleńskim.

## Geografia
Miejscowość położona jest nad Sukriemką, 1,5 km od drogi regionalnej 66K-11 (R120 / Olsza – Diemidow – Wieliż – granica z obwodem pskowskim), 21 km od centrum administracyjnego osiedla wiejskiego (Titowszczina), 19,5 km od centrum administracyjnego rejonu (Diemidow), 82,5 km od stolicy obwodu (Smoleńsk), 28,5 km od granicy z Białorusią.

## Demografia
W 2010 r. miejscowość zamieszkiwały 4 osoby.

## Historia
W czasie II wojny światowej od lipca 1941 roku wieś była okupowana przez hitlerowców. Wyzwolenie nastąpiło we wrześniu 1943 roku.
Na mocy uchwały z dnia 28 maja 2015 roku wszystkie miejscowości (w tym Paszyno) zlikwidowanej jednostki administracyjnej Zakrutskoje weszły w skład osiedla wiejskiego Titowszczinskoje.